# Lü Xiuzhi
Lü Xiuzhi (吕秀芝S, Lǚ XiùzhīP; Anhui, 26 ottobre 1993) è una marciatrice cinese.
Ha al suo attivo, nella marcia 20 km, una medaglia d'argento vinta ai Mondiali di Pechino 2015 ed un bronzo conquistato ai Giochi olimpici di Rio de Janeiro 2016.

## Biografia
Nel 2012 ha preso parte alla 20 km di marcia femminile dei Giochi della XXX Olimpiade, classificandosi in sesta posizione con un tempo di 1h27'10".

## Palmarès
| Anno | Manifestazione  | Sede           | Evento       | Risultato | Prestazione | Note |
| ---- | --------------- | -------------- | ------------ | --------- | ----------- | ---- |
| 2012 | Giochi olimpici | Londra         | Marcia 20 km | Bronzo    | 1h27'10"    |      |
| 2014 | Giochi asiatici | Incheon        | Marcia 20 km | Oro       | 1h31'06"    |      |
| 2015 | Mondiali        | Pechino        | Marcia 20 km | Argento   | 1h27'45"    |      |
| 2016 | Giochi olimpici | Rio de Janeiro | Marcia 20 km | Bronzo    | 1h28'42"    |      |
| 2017 | Mondiali        | Londra         | Marcia 20 km | dq        | dq          |      |